# Тартюф (фільм)
«Тартюф» (рос. «Тартюф») — російський повнометражний кольоровий музичний художній фільм, поставлений режисером Яном Фрідом в 1992 році. Російська екранізація комедії «Тартюф, або дурисвіт» Ж.-Б. Мольєра.
У фільмі використовується переклад п'єси Михайла Донського, з деякими стилізованими під вихідний віршований текст додаваннями і з великою кількістю пісень (композитор - Геннадій Гладков). Сюжет і мораль першоджерела практично збережені, за деякими винятками.

## Зміст
Мюзикл про одного з найбільш безпринципних лицемірів в історії літератури. Тартюф ховається за маскою смиренності і богобоязливості. І багато хто вірить, що він і справді такий. Та його мета – отримати власну вигоду і йому не важливо, скільки людей і як сильно від цього постраждають. Він хоче спокусити дружину порядного городянина, але щоб якось затриматися у його будинку сватається до доньки.

## Ролі
- Михайло Боярський — Тартюф
- Владислав Стржельчик — Оргон
- Лариса Удовиченко — Ельміра
- Ірина Муравйова — Доріна
- Ігор Дмитрієв — Клеант
- Вікторія Горшеніна — пані Пернель
- Анна Самохіна — Маріана
- Ігор Скляр — Даміс
- Олександр Самохін — Валер
- Герман Орлов — пан Лояль

## В епізодах
- А. Алексієв
- В. Городецький
- Гелена Івлієва
- Б. Злигостев
- С. Клепіков
- А. Уланов

## Знімальна група
- Автор сценарію - Ян Фрід за участю - Борис Рацера та Володимира Константинова
За однойменною комедією Ж.-Б. Мольєра. Переклад Михайла Донського
- Композитор - Геннадій Гладков
- Оператор-постановник - Микола Строганов
- Художник-постановник - Олексій Рудяков
- Художник по костюмах - Тетяна Острогірська
- Звукооператор - Едуард Ванунц
- Режисер - Володимир Перов
- Оператор - Ю. Плешкін
- Монтаж - Галини Корнілової
- Грим - Вадима Халаімова
- Асистенти:
режисера - А. Горелик, Н. Васильєва
оператора - А. Камінський
монтажера - Я. Хуторянська
- Помічник режисера - Є. Самохвалова
- Помічник звукооператора - В. Міхневич
- Художник-декоратор - С. Тейх
- Майстри-гримери - Н. Тулупова, О. Рижикова
- Майстри-костюмери - Т. Морозова, Е. Ликина
- Майстри-реквізитори - Н. Лапочкіна, О. Желніна
- Майстер світла - А. Калуга
- Цветоустановщік - Л. Косарєва
- Титри: 
Художник - А. Медведєва
Оператор - В. Михайлов
- Редактор - І. Філатова
- Консультант - Кирило Чорноземов
- Постановка трюків - Йосипа Кринського
- Виконавці - Олександр Баранов, В. Трусов
- Адміністративна група - С. Костров, М. Личковський, А. Писанюк, О. Разрезова
- Директор-стажер - Л. Маєвська
- Директор картини - Марина Довладбегян
- Оркестр Санкт-Петербурзького і телебачення
Диригент - Станіслав Горковенко
- Тексти вокальних номерів - Бориса Рацера, Володимира Константинова

## Особливості постановки
Тартюф у виконанні Боярського - молодий і виразно харизматичний лицемір, парадоксально викликає глядацьку симпатію. У фінальній сцені він, на відміну від п'єси, залишається непереможеним - причому не як конкретна людина, а скоріше як втілене лицемірство: «Доженете мене? І що? Даремна праця! Безсмертний я: Тартюфи не помруть!»
Сцена Тартюфа і Ельміри показана досить відверто і грубо, примітно також і те, що Дамис по режисерські трактуванні відчуває до мачухи Ельміре явно не синівські почуття, і його ненависть до Тартюфа більшою мірою продиктована ревнощами.
Роль Доріни також вельми применшена. Вона досить рідко промельківала в постановці, тоді як в тексті п'єси вона присутня майже в усіх сценах.